# Szczepan Marczyński
Szczepan Marczyński (ur. 1 sierpnia 1946) – polski naukowiec, szkółkarz i popularyzator wiedzy o roślinach pnących.

## Życiorys
Urodził się 1 sierpnia 1946. Ukończył Szkołę Główną Gospodarstwa Wiejskiego. Na swojej uczelni w 1969 podjął pracę w Katedrze Roślin Ozdobnych i pracował jako wykładowca akademicki przez następnych 25 lat. W tym czasie obronił pracę doktorską.
W latach '80 XX wieku był przewodniczącym ZZ „Solidarność” w SGGW.
W 1988 wraz z Władysławem Piotrowskim założył spółkę „Clematis Źródło Dobrych Pnączy” w Jawczycach k/Warszawy – szkółkę hodującą głównie powojniki (Clematis).
Wyhodował i zarejestrował ponad 50 nowych odmian powojników oraz dziewięć odmian innych pnączy. Na wystawach krajowych i zagranicznych ponad 20 odmian powojników było nagradzanych.
Jest członkiem Związku Szkółkarzy Polskich oraz był wieloletnim jego prezesem oraz prezydentem International Clematis Society. Jest członkiem International Plant Propagators Society, British Clematis Society oraz honorowym członkiem Polskiego Towarzystwa Dendrologicznego i Polskiego Stowarzyszenia Centrów Ogrodniczych.

## Nowe odmiany
Nowe odmiany Szczepana Marczyńskiego i zdobyte nagrody:
- Powojnik 'Królowa Bona',

- Powojnik ‘Pistachio Cake’,

- Powojnik ‘Polonia Restituta’,

- Powojnik ‘Fairy Bells’,

- Powojnik ‘Fairy Dance’,

- Powojnik ‘Fairy Slippers’,

- Powojnik Stellar’,

- Powojnik 'Jan III Sobieski',

- Powojnik ‘My Beauty’,

- Powojnik ‘Floral Dance’,

- Powojnik ‘Snow Storm’,

- Powojnik ‘Blue Surprise’,

- Powojnik ‘Golden Surprise’,

- Powojnik ‘Pink Surprise’,

- Powojnik ‘Purple Surprise’,

- Powojnik ‘Violet Surprise’,

- Powojnik 'Golden Dream'(Brązowy medal, Zieleń to Życie 2020, Polska, Wyróżnienie dziennikarzy, Zieleń to Życie 2020, Polska)[3]

- Wiciokrzew japoński ‘Kogel-mogel’,

- Powojnik ‘Lavender Beauty’,

- Powojnik ‘Pink Beauty’,

- Powojnik ‘My Darling’,

- Powojnik ‘Kaśka’,

- Powojnik 'Lech Kaczyński',

- Powojnik 'Maria Kaczyńska',

- Powojnik ‘Azure Ball’,

- Powojnik ‘Change of Heart’,

- Powojnik 'Copernicus'(złoty medal na Flowers’Expo 2016, Moskwa)[4]

- Powojnik ‘First Love’,

- Powojnik 'Mazurek',

- Hortensja pnąca GREEN RACER,

- Powojnik 'Maria Skłodowska-Curie'(Główna nagroda prasowa (Press Prize) na wystawie Plantarium 2014, Holandia; brązowy medal na wystawie Plantarium 2014, Holandia; złoty medal na Flowers Expo 2014, Moskwa; złoty medal w kategorii jakość roślin na Flowers Expo 2015, Moskwa; srebrny medal na Salon du Végétal 2015, Francja)[5]

- Powojnik ‘Innocent Glance’,

- Powojnik ‘Grunwald’,

- Powojnik 'Morning Sky'(Złoty medal na Flowers Expo 2014, Moskwa)[6]

- Powojnik ‘Skyfall’,

- Powojnik 'Cloudburst'(Złoty medal na Flowers Expo 2014, Moskwa)[6]

- Powojnik 'Stefan Franczak'(Złoty medal na wystawie „Zieleń to Życie” 2014, Warszawa)[6]

- Powojnik ‘Viva Polonia’,

- Powojnik jesienny ‘Early Snow’,

- Powojnik ‘Blue Pillar’,

- Winorośl pachnąca ‘Ania’,

- Winorośl pachnąca ‘Tomek’,

- Powojnik 'Diamond Ball'(Główna nagroda prasowa (Press Prize) na wystawie Plantarium 2013 r., Holandia, brązowy medal na wystawie Plantarium 2013 r., Holandia, złoty medal na wystawie Flowers Expo 2013 r., Rosja)[7]

- Powojnik ‘Innocent Blush’,

- Powojnik ‘Lemon Beauty’,

- Powojnik 'Lemon Dream'(Druga najlepsza nowość na Chelsea Flower Show 2013, Wielka Brytania)[7]

- Powojnik ‘Pink Dream’,

- Powojnik ‘Pink Swing’,

- Powojnik ‘Purple Dream’,

- Bluszcz pospolity 'Białystok',

- Powojnik 'Beautiful Bride'(złoty medal na wystawie Plantarium 2011, Boskoop, Holandia; srebrny medal na wystawie Cvety 2011, Moskwa, Rosja. 2011; wyróżnienie na wystawie „Zieleń to Życie” 2011, Warszawa; złoty medal oraz tytuł najlepszej rośliny wystawy HTA National Plant Show 2013 r., Coventry, Wielka Brytania)[8]

- Powojnik ‘Blue Explosion’,

- Powojnik 'Krakowiak'(Srebrny medal na wystawie Plantarium 2011, Holandia; złoty medal na wystawie „Zieleń to Życie” 2011, Warszawa; srebrny medal Cvety 2011, Moskwa)[9]

- Powojnik ‘Sweet Summer Love’,(Brązowy medal na wystawie Plantarium 2011 r., Holandia, srebrny medal Cvety 2011 r., Moskwa, Green Thumb Award 2014 r.)[10]

- Winobluszcz pięciolistkowy ‘Yellow Wall’,

- Powojnik 'Królowa Jadwiga'(Srebrny medal na wystawie na wystawie „Zieleń to Życie” 2009, Warszawa; brązowy medal na wystawie Plantarium 2010, Holandia; brązowy medal Cvety 2010, Moskwa.)[11]

- Powojnik 'Oberek'

- Powojnik 'Vistula'(Brązowy medal na wystawie Plantarium 2010, Holandia)[12]

- Powojnik ‘Wildfire’,

- Powojnik 'Bieszczady'(Wyróżniona na wystawie „Zieleń to Życie” 2007 Warszawa.)[13]

- Powojnik 'Mazowsze'(Srebrny medal na wystawie „Zieleń to Życie” 2006, Warszawa)[13]

- Powojnik 'Mazury'(Srebrny medal na wystawie „Zieleń to Życie” 2006, Warszawa; srebrny medal na wystawie Plantarium 2010, Holandia; złoty medal na Flowers Expo 2013, Moskwa)[14]

- Powojnik 'Lech Wałęsa'(Złoty medal na wystawie Plantarium 2005, Holandia)[15],

- Powojnik 'Jerzy Popiełuszko'(Złoty medal na wystawie Plantarium 2005, Holandia, złoty medal na wystawie Gardenia 2011, Poznań.)[16]

- Powojnik '„Solidarność”'

- Powojnik 'Polonez'(Brązowy medal na wystawie Plantarium 2005, Holandia)[17],

- Winobluszcz pięciolistkowy REDWALL® 'Troki'

- Winnik tojadowaty 'Seattle'

- Aktinidia pstrolistna ‘Adam’

- Powojnik 'Barbara'(Złoty medal na wystawie Plantarium, Holandia 2002 r.)[18]

- Powojnik 'Hania'(Brązowy medal na wystawie Plantarium 2002 r., Holandia)[19]

- Powojnik 'Julka'(Srebrny medal na wystawie Plantarium 2002, Holandia)[20]

Ulubione przez Marczyńskiego odmiany to: ‘Beautiful Bride’, ‘Maria Skłodowska Curie’, ‘Mazury’, ‘Sweet Summer Love’, ‘Lemon Dream’.

## Wydawnictwa
- „Pnącza” w serii „Katalog roślin”; Wyd. Multico 2011, ISBN 978-83-7073-807-5.
- „Clematis i inne pnącza ogrodowe” Wyd. Multico 2008, ISBN 978-83-707-3409-1.